# Mit Byrd zum Südpol
Mit Byrd zum Südpol ist ein US-amerikanischer Dokumentarfilm aus dem Jahr 1930. Dokumentiert wird die erste Antarktisexpedition des US-Konteradmirals Richard Evelyn Byrd (1888–1957), die von 1928 bis 1930 durchgeführt wurde. Ziel der Expedition war die Überquerung des Südpols mit einem Flugzeug, was am 28./29. November 1929 gelang.
Die beiden Kameramänner Joseph T. Rucker und Willard Van der Veer begleiteten die Expedition und verbrachten den antarktischen Winter mit Byrd und seinen Männern in der Antarktis. Neben ihren Aufnahmen enthält der Film auch Szenen, die Kopilot Harold June während des Südpolfluges aufnahm.
Nur einige Szenen des Schwarz-Weiß-Films sind mit gesprochenen Kommentaren unterlegt, der Rest des Films wird nur von Musik begleitet.

## Handlung
In der von Admiral Byrd kommentierten Einleitung wird gezeigt, wie die Expedition New York verlässt. Der Weg zur Antarktis ist für die Schiffe nicht leicht. Es müssen Stürme bestanden werden, auch das Packeis macht ihnen zu schaffen. Am Weihnachtstag kommt das Ross-Schelfeis in Sicht, auf dem die Expedition die Expeditionsbasis Little America errichtet.
Während der Admiral Eisformationen beobachtet, werden gleichzeitig die Ankömmlinge von Pinguinen beäugt. Ein Flugzeug mit Lawrence M. Gould, Harold June und Bernt Balchen an Bord bricht im März 1929 zu den Rockefeller Mountains auf, wird dort nach der Landung jedoch in einem Schneesturm beschädigt. Byrd bricht mit dem Flugzeug auf und kann seine Kameraden zur Basis zurückbringen.
In der sechs Monate dauernden Winternacht bereiten sich die Männer auf den Flug zum Südpol vor. Als im Frühling das erste Tageslicht die Gegend beleuchtet, lässt Byrd die Flaggen Großbritanniens und Norwegens hissen, zu Ehren der Forscher Roald Amundsen und Robert Falcon Scott, die 1911/12 kurz hintereinander den Südpol erreichten. Lawrence Gould begibt mit einer Gruppe Männern auf eine Schlittenhund-Expedition zum Königin-Maud-Gebirge, die im Falle einer Notlandung den Südpolfliegern zu Hilfe kommen soll. Den eigentlichen Polarflug soll Pilot Bernt Balchen mit dem „Floyd Bennett“ getauften Flugzeug unternehmen, doch der Abflug muss wegen Schneesturmes um eine Woche verlegt werden.
Endlich kann der Flug gestartet werden. Byrd navigiert die von Balchen gesteuerte Maschine zum Südpol. Mit an Bord sind außerdem der Funker Harold June und der Luftfotograf Ashley McKinley. Am Südpol angekommen wird die US-Flagge abgeworfen. Der gefährliche Rückflug wird bewältigt. In Little America angekommen, werden sie begeistert willkommen geheißen. Die Rückkehr nach Hause wird vorbereitet.

## Produktion
Während der Vorbereitungen für die Expedition erwarb Paramount Pictures von Byrd die exklusiven Filmrechte für Wochenschauen und einen Dokumentarfilm. Für Byrd war dies eine gute Möglichkeit, zur Finanzierung der kostspieligen Expedition beizutragen, aber auch um eine möglichst große mediale Aufmerksamkeit für seine Expedition zu erreichen.
An Bord des Schiffs City of New York verließen Rucker und Van der Veer mit der Expedition die Vereinigten Staaten und erreichten nach einem Zwischenhalt in Neuseeland im Dezember 1928 die Antarktis.
Obwohl die Kameras speziell für antarktische Verhältnisse entwickelt worden waren, versagten sie bereits beim ersten Einsatz, da verschiedene aus Metall bestehende Komponenten der Kameras sich aufgrund der Kälte unterschiedlich stark ausdehnten. Rucker und Van der Veer waren gezwungen, viele Einzelteile der Kameras Ersatz herzustellen. Eine Kamera wurde beschädigt als sie aus der Wärme der Basis in die eisige Kälte gebracht wurde und Feuchtigkeit innerhalb der Kamera gefror.
Bereits auf der Fahrt zur Antarktis und während des Aufbaus der Forschungsbasis Little America konnten sie viele Filmaufnahmen anfertigen. Diese ersten Aufnahmen wurden mit der City of New York zurückgeschickt, die den antarktischen Winter in Neuseeland abwartete. Als das Schiff Anfang 1930 zurückkehrte und die Expedition nach Hause brachte, konnte man den Männern bereits einige fertige Aufnahmen an Bord vorführen.
Da Rucker und Van der Veer ihre Dokumentation rechtzeitig für die große Ankunft der Expeditionsrückkehrer in den Vereinigten Station fertigstellen mussten, fuhren sie mit einem schnelleren Schiff, dem Walfänger Larsen, zurück in die Vereinigten Staaten, die sie mehrere Wochen vor dem Rest der Expedition erreichten. Nachdem Byrd im Mai 1930 Panama erreicht hatte, reisten Rucker und Van der Veer aus den USA an, um dort mit Byrd an einigen Szenen des Films zu arbeiten. Derweil wurde das wertvolle aus der Antarktis zurückgebrachte Filmmaterial, das etwa 20 Meilen Filmrolle umfasste, per Flugzeug abgeholt und eiligst nach New York gebracht. Der mehrere Tage dauernde Langstreckenflug war für die New York Times ungewöhnlich genug, um beinahe täglich über sein Fortkommen zu berichten.
Der Begleitkommentar des Abschnitts über den Südpolflug wurde von Kommentator Floyd Gibbons gesprochen. Zur musikalischen Untermalung wurde unter anderem John Philip Sousas Stars and Stripes Forever genutzt.
Eugenes Rodgers Buch Beyond the Barrier zufolge sind verschiedene Szenen des Films gestellt oder geben Ereignisse der Expedition nur verzerrt wieder. So etwa eine Szene in der ein Mann auf einem Eisberg davontreibt und gerettet werden muss. Dies geschah laut Rodgers, um die Ereignisse der Expedition für die Kinobesucher dramatischer zu gestalten. Viele Szenen mussten auch nachgestellt werden, da die Kameramänner zwar versuchten, die Geschehnisse unmittelbar auf Film zu bannen, die Ereignisse aber oft unvermittelt oder unter zu ungünstigen Lichtverhältnissen stattfanden um sie zu filmen.

## Kritik
Der Film wurde von vielen Kritikern in den Vereinigten Staaten und Europa gelobt. Die Londoner Tageszeitung The Times bezeichnete ihn dagegen auch als „rührselige Schmonzette“ („sentimental slush“). Der Autor Eugene Rodgers nennt den Film in seinem Buch Beyond the Barrier aufgrund der teilweise recht simplifizierten Darstellungen und Über-Dramatisierung der Ereignisse eine „melodramatische Märchengeschichte“ („melodramatic fairy tale“).

## Auszeichnungen
Bei der dritten Oscarverleihung wurden Joseph T. Rucker und Willard Van der Veer mit dem Oscar für die beste Kamera ausgezeichnet.

## Veröffentlichung
Die Uraufführung fand am 19. Juni 1930 in New York statt. In Deutschland erschien der Film im gleichen Jahr in den Kinos.
Im Februar 2000 brachte Image Entertainment den Film in den Vereinigten Staaten auf DVD heraus.